# Dryopteris exstipellata
Dryopteris exstipellata är en träjonväxtart som först beskrevs av Ren-Chang Ching och S. H. Wu, och fick sitt nu gällande namn av Li Bing Zhang. Dryopteris exstipellata ingår i släktet Dryopteris och familjen Dryopteridaceae. Inga underarter finns listade.